# بارتولومي بلانش
بارتولومي بلانش (بالإسبانية: Bartolomé Blanche)‏ هو جندي وسياسي تشيلي، ولد في 6 يونيو 1879 في لا سيرينا في تشيلي، وتوفي في 10 يونيو 1970 في سانتياغو في تشيلي.